# Eugenio Sánchez
Eugenio Sánchez López (Albacete, 10 de marzo de 1999) es un ciclista español que compite con el equipo Victoria Sports Pro Cycling Team.

## Biografía
Eugenio Sánchez se inició en el ciclismo a temprana edad gracias a su abuelo, apasionado de este deporte. Compaginó su carrera ciclista con estudios de Ciencias de la Actividad Física y del Deporte en la Universidad Miguel Hernández, en la provincia de Alicante.
En cadetes y júniors, corrió sucesivamente en los equipos Restaurante Zafiro y Castillo de Onda. Durante la temporada 2017 se distinguió al ganar la Vuelta al Besaya, carrera cantabra famosa entre los jóvenes ciclistas españoles. Luego se unió al equipo amateur Lizarte en 2018, donde permaneció durante cuatro años. Principalmente tuvo el rol de gregario del equipo, sin embargo, logró brillar en las carreras por etapas al ganar la Vuelta a Castellón en 2019 y la Vuelta a Zamora en 2021.
Se convirtió en ciclista profesional a partir de 2022 dentro del equipo Kern Pharma. Con ellos compitió durante tres años y en 2025 fichó por el Victoria Sports Pro Cycling Team filipino.

## Palmarés
| \| Resultados como amateur \| \| --------------------------------------------------------------------------------------------------------------------------------------------------- \| \| 2017 (como amateur) - Vuelta al Besaya, más una etapa 2019 (como amateur) - Vuelta a Castellón, más una etapa 2021 (como amateur) - Vuelta a Zamora \| - Aún no ha conseguido victorias como profesional. |
| Resultados como amateur |
| 2017 (como amateur) - Vuelta al Besaya, más una etapa 2019 (como amateur) - Vuelta a Castellón, más una etapa 2021 (como amateur) - Vuelta a Zamora |

## Equipos
- Kern Pharma (2022-2024)
- Victoria Sports Pro Cycling Team (2025-)